# School Days (gra komputerowa)
School Days (jap. スクールデイズ Sukuuru Deizu) – gra komputerowa należąca do gatunku powieści wizualnych, stworzona przez 0verflow, wydana 28 kwietnia 2005 na Windows i później przeportowana na DVD, PlayStation 2 i PSP. Gra została uznana za grę dla dorosłych ze względu na wątki erotyczne oraz brutalność niektórych scen. Wersja na PS2, wydana 17 stycznia 2008 roku, została ich pozbawiona. Gra posiada dwadzieścia dwa zakończenia, z których cztery okazują się tragiczne.
Powstało także dwunastoodcinkowe anime na podstawie gry, stworzone przez studio TNK. Było emitowane od 3 lipca 2007 do 27 września 2007 roku w sześciu stacjach. Później powstało OVA pod tytułem Valentine Days oraz Magical Heart Kokoro-chan.

## Opis fabuły
Makoto Itou to nieśmiały, przystojny nastolatek nieposiadający doświadczeń z płcią przeciwną. Pierwszego dnia drugiego semestru w liceum zauważa pewną dziewczynę, nie ma jednak odwagi, by z nią porozmawiać. Później okazuje się, że nie tylko chodzi z nią do jednej szkoły, ale i jeżdżą tym samym pociągiem. Jego problem zauważa koleżanka, Sekai Saionji, i proponuje mu pomoc. Chłopak odmawia i prosi, żeby nikomu nie mówiła o jego sympatii do nieznajomej dziewczyny. Sekai szybko zaprzyjaźnia się z Kotonohą Katsurą, którą zainteresował się Makoto, i doprowadza ich do pierwszego spotkania. Kotonoha i Makoto przypadają sobie do gustu i zaczynają ze sobą chodzić. Okazuje się jednak, że Sekai od dłuższego czasu podkochuje się w Makoto.

## Postacie

### Postacie główne
- Makoto Itou – główny bohater anime. Początkowo zakochał się w Katsurze, lecz związek z nią wydał mu się w końcu męczący i porzucił ją dla Sekai Saionji (chociaż miał z tego powodu wyrzuty sumienia). Mimo iż kochał Sekai, to nie przeszkodziło mu to mieć innych romansów z pozostałymi dziewczynami. Kiedy dowiedział się ze Sekai spodziewa się jego dziecka, wpadł w panikę. Wrócił wtedy do Kotonohy, która ciągle go kochała i wybaczyła mu wcześniejszą zdradę. Zdał sobie wtedy sprawę z tego, że kochał zawsze Kotonohę, a Sekai tylko go zafascynowała. Makoto i Kotonoha zaoferowali Sekai aborcję, co sprawiło, że znienawidziła ich i w akcie zemsty zamordowała go.
- Kotonoha Katsura – nieśmiała dziewczyna, z którą Makoto jeździł jednym pociągiem. Pochodzi ona z zamożnej rodziny, mieszka razem z rodzicami i młodszą siostrą Kokoro w dużej rezydencji, leżącej w przedmieściach. Była zakochana w Makoto. Gdy ją porzucił, załamała się psychicznie i straciła kontakt z rzeczywistością. Makoto wrócił jednak do niej, co sprawiło, że znowu odzyskała kontrolę nad sobą. Zabiła Sekai, mszcząc się za zabójstwo Makoto. W ostatniej scenie dwunastego odcinka dryfuje jachtem swoich rodziców, a do piersi przytula uciętą głowę Makoto.
- Sekai Saionji – koleżanka Makoto. Mimo iż była w nim zakochana, pomogła mu nawiązaniu znajomości z Kotonohą. Makoto zrozumiał jednak jej uczucia, które odwzajemnił, i zdradził z nią Kotonohę. Mimo iż Saionji stała się dziewczyną Itou, ciągle ją zdradzał z innymi dziewczynami. Okazało się, że Makoto nigdy jej nie kochał, a tylko był nią zainteresowany. Gdy została porzucona, zamordowała go, ale sama została wkrótce potem zabita przez Katsurę.

### Postacie poboczne
- Setsuna Kiyoura – najlepsza przyjaciółka Sekai. Starała się zrobić wszystko, by Makoto był z Sekai, mimo iż sama była w nim zakochana. Bardzo brutalnie traktowała Kotonohę, uważając, że może ona rozbić związek Makoto i Sekai. Opuściła Japonię i wyjechała do Francji, gdzie pracowali jej rodzice. Jej wyjazd był dla Sekai drastycznym wydarzeniem.
- Hikari Kuroda – przyjaciółka Sekai i Setsuny. Początkowo podobał się jej przyjaciel Makoto, Taisuke Sawanaga. Miała romans z Makoto, ale zerwała z nim, kiedy dowiedziała się, że Sekai jest w ciąży.
- Taisuke Sawanaga – przyjaciel Makoto. Bardzo podobała mu się Kotonoha, a na uczucia Hikari nie zwracał uwagi. Kiedy Makoto zaczął się spotykać z Sekai, Taisuke próbował podrywać Kotonohę. Myślał, że stali się parą, ale Katsura odrzuciła go, mówiąc, że nic do niego nie czuje.
- Otome Katō – koleżanka Makoto z podstawówki. Zakochana w nim od tamtego czasu. Przewodziła grupie dziewczyn, która znęcała się nad Kotonohą. Wdała się w romans z Makoto, ale kiedy odkryła, że Makoto od dawnych czasów bardzo się zmienił i to bynajmniej nie na lepsze, od razu zerwała z nim znajomość.
- Kokoro Katsura – młodsza siostra Kotonohy. Niczym nie przypomina swojej starszej siostry, jest śmiała, wylewna i gadatliwa. Podobnie jak starsza siostra – Kotonoha – bardzo lubi Makoto.

## Manga
Na podstawie gry i anime powstała manga licząca dwa tomy. Zawarte w niej wątki fabularne bardzo się jednak różnią od tych z serialu.

## Kontrowersje
Ostatni epizod School Days nie został wyemitowany z powodu dokonanego dzień wcześniej morderstwa – 16-letnia dziewczyna zamordowała siekierą swojego ojca w Kioto. W jej miejsce został wyemitowany program o łodziach. Dopiero tydzień później został wyświetlony, lecz z cenzurą, która dotyczyła koloru krwi (z czerwonej stała się czarna) oraz odgłosów wbijania noża.